# Česko-slovenský Superpohár 2019
Česko-slovenský Superpohár 2019 byl fotbalový zápas mezi vítězem českého fotbalového poháru v sezóně 2018/2019 a vítězem slovenského fotbalového poháru ve stejné sezóně. Byl to druhý ročník této soutěže navazující na tradici Československého poháru z federální éry Československa.
Střetly se v něm týmy SK Slavia Praha (Česko) a FC Spartak Trnava (Slovensko), utkání se odehrálo 6. července 2019 v trnavské City Areně. Slavia zvítězila 3:0 a připsala si tak první vítězství. 
Původně se mělo hrát v Dunajské Stredě, ale z bezpečnostních důvodů bylo místo konání přesunuto do Trnavy.

## Detaily zápasu
| 6. červenec 2019 18:00 SELČ |               |                              |                                                                |
| FC Spartak Trnava           | 0 : 3 (0 : 1) | SK Slavia Praha              | City Arena, Trnava, Slovensko diváci: 7 523 rozhodčí: Kružliak |
|                             | Report        | Souček 40', 61' Hušbauer 71' | City Arena, Trnava, Slovensko diváci: 7 523 rozhodčí: Kružliak |

## Vítěz
| Česko-slovenský Superpohár 2019 SK Slavia Praha (1. vítězství) |